# Zapus hudsonius
Zapus hudsonius és una espècie de mamífer rosegador de la família dels dipòdids. Viu al Canadà i as Estats Units, on té una distribució molt àmplia que s'estén des del sud d'Alaska fins a Geòrgia. S'alimenta d'insectes, llavors, fruita i fongs. Els seus hàbitats naturals són els camps d'herba, la vegetació riberenca espessa i les zones boscoses. És una espècie en risc mínim, és a dir, no sembla que hi hagi cap amenaça significativa per a la seva supervivència.

## Anatomia
Mesura entre 180 i 220 mm i té una cua que pot ser més llarga que la resta del cos i pot arribar a mesurar 136 mm. El seu pes és d'entre 12 i 22 grams. Te la part superior del cos i el cap de color marró groguenc, amb una franja dorsal central més fosca. Te les potes posteriors molt llargues, adaptades per al salt, que és la manera com es desplacen. Aquesta característica fa que, en anglès, el nom popular d'aquesta espècie sigui meadow jumping mouse (‘ratolí saltador dels prats’).

## Reproducció
L'època de reproducció va des del mes d'abril a començament de setembre i el màxim sol ser entre juny i agost. Normalment es reprodueixen per primera vegada l'estiu posterior al seu naixement. Cada ventrada pot ser de 2 a 9 cries, amb una mitjana entre 4 i 6. Unes 4 setmanes després del naixement, les cries ja estan deslletades i són independents.

## Ecologia, hàbitat i alimentació
En èpoques de sequera pot desplaçar la seva activitat a zones amb més humitat. La densitat de població és variable: de 7 a 48 individus per hectàrea.
L'hàbitat preferit d'aquesta mamífers són les zones de vegetació espessa (herbes i arbusts) en zones humides i ribes de rius. Les femelles pareixen en caus subterranis o sota una coberta. I a l'hivern, quan estan inactius, també es refugien en caus subterranis.
S'alimenten de llavors, fruits, fulles, fongs subterranis i també de petits invertebrats.